# Carbon Monoxide
Carbon Monoxide – drugi singiel z płyty „Pressure Chief”, autorstwa amerykańskiego zespołu Cake, wydany w 2004. Został wydany zaraz po singlu „No Phone”. Osiągnął nieco mniejsza popularność, jednak zgarnął sobie wielu fanów.

## Lista utworów
1. „Carbon Monoxide” – 3:09
2. „Conroy” – 4:14